# Roshan Seth
Roshan Seth, född 2 april 1942 i Patna i Bihar i Indien, är en indisk-brittisk skådespelare.

## Filmografi (urval)
- Juggernaut, 1974
- Gandhi, 1982
- Indiana Jones och de fördömdas tempel, 1984
- The Happy Valley (1987)
- Inte utan min dotter, 1991
- Street Fighter, 1994
- Monsunbröllop, 2001
- Proof, 2005
- 2019 – Dumbo